# Ska skatenati/Disco smack
Ska skatenati è il quinto singolo della pornostar ungherese Ilona Staller, pubblicato nel 1981.

## Tracce
1. Ska skatenati – 3:50 (Angelo Valsiglio, Claudio Fontana)
2. Disco smack – 4:03 (Angelo Valsiglio, Claudio Fontana)

Durata totale: 7:53

## Crediti
- Ilona Staller - voce
- Angelo Valsiglio - arrangiamenti

## Edizioni
- 1980 - Ska skatenati/Disco smack (Lupus, LUN 4917, 7")